# Wilhelm Ohlenbusch
Wilhelm Ohlenbusch (ur. 28 grudnia 1899, zm. 1997) - kierownik wydziału propagandy w urzędzie dystryktu warszawskiego, powołany 1 lutego 1941 na prezydenta głównego wydziału propagandy (niem. Haupteilung Propaganda) w rządzie Generalnego Gubernatorstwa podporządkowanego Ministerstwu Propagandy Rzeszy (niem. Propagandaministerium) w skrócie PROMI.
Po ukończeniu służby wojskowej podczas I wojny światowej przez pięć lat  był nauczycielem w szkole podstawowej, następnie przez siedem semestrów studiował ekonomię we Frankfurcie nad Menem i Hamburgu, ale nie ukończył studiów, a następnie pracował jako urzędnik ds. handlowych w Bremie. Do NSDAP wstąpił pod koniec 1930 roku, gdzie był m.in.  okręgowym kierownikiem propagandy. Szansa na karierę nadarzyła mu się latem 1933 roku, kiedy to Ministerstwo Propagandy Rzeszy rekrutowało personel do swoich biur regionalnych spośród partyjnych propagandystów. Ohlenbusch zaczynał jako rzecznik prasowy w Hamburgu. Rok później został przeniesiony do centrali w Berlinie, gdzie w dziale prasowym awansował na stanowisko radcy rządowego. Zanim Ohlenbusch przybył do Polski we wrześniu 1939 roku, zdobył już odznaczenia podczas pracy w Austrii i Sudetach.Od 1939 Ohlenbusch przez prawie półtora roku kierował w dystrykcie warszawskim wydziałem Propagandy. Polscy współpracownicy określili go jako naiwnego i niezbyt inteligentnego. Hans Frank w połowie stycznia 1941 r. powołał go jako swego "zaufanego człowieka" na zastępcę prezydenta wydziału propagandy Ericha Schmidta, a wkrótce potem, w porozumieniu z Goebbelsem zastąpił go na tym stanowisku. Jednak według wielu opinii, tak jak jego poprzednik Schmidt, Ohlenbusch nie posiadał wystarczających kwalifikacji do sprawowania takiego urzędu. 